# Theodor von Rommel
Karl Daniel Theodor Rommel, seit 1838 von Rommel, (* 30. August 1793 in Kassel; † 17. Oktober 1868 in Erfurt) war ein preußischer Generalleutnant.

## Leben

### Herkunft
Seine Eltern waren der Dr. theol. Justus Philipp Rommel (1753–1837) und dessen Ehefrau Marie Margarete, geborene Knierim. Sein Vater war kurhessischer Generalsuperintendent, Oberhofprediger und Konsistorialrat. Er war ein Bruder des Historikers Christoph Rommel (1781–1859) und des Politikers Christian Rommel (1798–1857).

### Militärkarriere
Rommel kam 1809 nach dem Vierten Koalitionskrieg und vor den Befreiungskriegen auf die Militärschule in Braunschweig. Am 5. September 1810 ging er als Sekondeleutnant in westfälische Dienste, wurde zwei Jahre später Premierleutnant und nahm am Russlandfeldzug 1812 teil. Er kämpfte in den Schlachten bei Smolensk und Borodino.
Am 12. Mai 1813 trat Rommel als Sekondeleutnant in die Russische-Deutsche Legion ein und kämpfte in den Gefechte bei Pellahn, an der Göhrde, bei Sehestedt sowie bei Wavre. In der Schlacht bei Ligny erwarb er das Eiserne Kreuz II. Klasse. Am 1. Juli 1814 wechselte er in preußische Dienste. Dort kam er am 31. März 1815 in das 31. Infanterie-Regiment versetzt. Am 20. Juni 1822 wurde Rommel zum Hauptmann befördert sowie zum Kompaniechef. Ab 1825 kommandierte er das Lehr-Infanterie-Bataillon. Am 12. März 1835 wurde er zum Major befördert. König Friedrich Wilhelm III. erhob Rommel am 16. April 1838 in den erblichen preußischen Adelsstand. Am 30. März 1840 folgte seine Ernennung zum Kommandeur des I. Bataillons im 31. Landwehr-Regiments und in dieser Stellung wurde Rommel am 22. März 1845 zum Oberstleutnant befördert. Am 25. Juni 1846 erhielt er den Roten Adlerorden IV. Klasse. Am 27. März 1847 beauftragte man ihn mit der Führung des 20. Infanterie-Regiments und am 13. Januar 1848 wurde er zum Kommandeur dieses Verbandes ernannt. Im Ersten Schleswig-Holsteinischen Krieg kämpfte er 1848 im Gefecht bei Husby. Am 10. Mai 1848 wurde er Oberst und am 19. September 1848 bekam er für Husby den Orden Pour le Mérite.
Nach dem Krieg wurde er als Kommandeur zur 13. Landwehr-Brigade versetzt und am 11. Mai 1850 dem 20. Infanterie-Regiment aggregiert. Zudem erhielt er am 9. Januar 1851 den Roten Adlerorden III. Klasse mit Schleife. Am 23. März 1852 wurde er zum Generalmajor befördert und am 4. Mai 1852 als Kommandeur in die 26. Infanterie-Brigade versetzt. Am 18. Dezember 1856 wurde er zum Generalleutnant befördert und zum Kommandeur der 12. Division ernannt. Am 29. November 1858 wurde Rommel unter Verleihung des Sterns zum Roten Adlerorden II. Klasse mit Eichenlaub in Brillanten mit Pension zur Disposition gestellt. Er starb am 17. Oktober 1868 in Erfurt und wurde auf den dortigen Brühler Friedhof beigesetzt.
In seiner Beurteilung aus dem Jahr 1848 heißt es: „Durch Selbständigkeit zeichnet er sich aus, besitzt Diensteifer, gute Erziehung, studiert sein Metier fleißig, bewegt sich in seinem Wirkungskreise als Regimentskommandeur mit Erfolg und Sicherheit, sowohl vor der Front im Felddienst mit schneller Auffassung und Umsicht, als auch in Beziehung der ökonomischen Verwaltung, weiß seinen Untergebenen durch feste Haltung aber auch besonders durch ein humanes Wesen zu imponieren. Er ist ein praktischer, erfahrener und in jeder Hinsicht tüchtiger Kommandant, der sich zu höherer Beförderung eignet und zu empfehlen ist.“

### Familie
Rommel heiratete am 8. Juli 1828 in Kassel Susanna Henriette Katharina Waitz (1805–1850), eine Tochter des Geheimen Hofrats und Kurfürstlichen Leibarztes Dr. August Waitz.
Nach dem Tod seiner ersten Frau heiratete er am 22. Oktober 1852 in Rattey (Synode Woldegk, Mecklenburg-Strelitz) Maria (Karoline Luise Friederike Elisabeth) von Pentz (1821–1876), eine Tochter des Ministers aus Mecklenburg-Strelitz Carl (Wilhelm Friedrich David) von Pentz (1776–1827). Rommel hatte zwei Söhne und drei Töchter. Darunter die Tochter Marianne (1829–1912), die 1850 den späteren preußischen Generalleutnant Gustav von Barnekow (1816–1882) heiratete.